# Lill-Ersträsket (Piteå socken, Norrbotten, 728019-172296)
Lill-Ersträsket är en sjö i Piteå kommun i Norrbotten och ingår i Piteälvens huvudavrinningsområde. Sjöns area är 0,053 kvadratkilometer och den är belägen 206 meter över havet.